# 圣帕普勒
圣帕普勒（法語：Saint-Papoul，法語發音：[sɛ̃ papul] ⓘ）是法国奥德省的一个市镇，属于卡尔卡松区。

## 地理
圣帕普勒（43°19'52"N, 2°2'10"E）面积26.48 平方千米，位于法国奧克西塔尼大區奥德省，该省份为法国南部沿海省份，北起塔恩省，西北接上加龙省，西接阿列日省，南至东比利牛斯省，东临地中海，东北与埃罗省接壤。
与圣帕普勒接壤的市镇（或旧市镇、城区）包括：卡斯泰尔诺达里、伊塞勒、拉贝塞德洛拉盖、拉斯博尔德、圣马丹拉朗德、洛拉盖地区凡尔登、维莱斯皮。

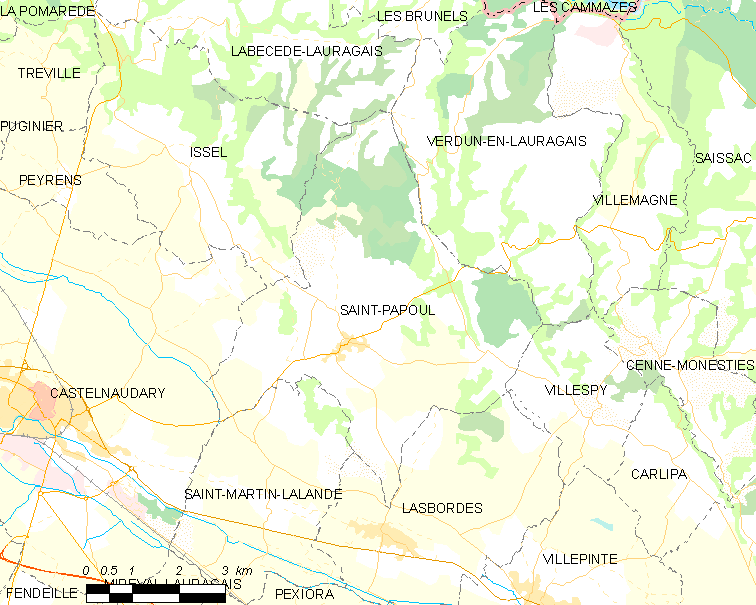
圣帕普勒的OSM定位图

圣帕普勒的时区为UTC+01:00、UTC+02:00（夏令时）。

## 行政
圣帕普勒的邮政编码为11400，INSEE市镇编码为11361。

## 政治
圣帕普勒所属的省级选区为绍里安盆地县。

## 人口

1962-2008年间圣帕普勒人口变化图示

圣帕普勒于2022年1月1日时的人口数量为832人。